# Valdr Galga (album)
Valdr Galga er et album fra viking metal-bandet Thyrfing der blev udgivet i 1999 gennem Hammerheart Records.

## Numre
1. "Prelude: Heading for The Golden Hall / Storms of Asgard" – 07:25
2. "From Wilderness Came Death" – 04:56
3. "Askans Rike" (Askens kongerige) – 04:29
4. "Valdr Galga" – 04:39
5. "The Deceitful" – 04:40
6. "Arising" – 05:12
7. "Firever" – 03:00
8. "A Moment in Valhalla" – 04:55
9. "Mimer's Well" – 04:40
10. "A Great Man's Return" – 05:10

## Musikere
- Thomas Väänänen – Vokal
- Patrik Lindgren – Guitar
- Henrik Svegsjö – Guitar
- Kimmy Sjölund – Bas
- Peter Löf – Keyboard
- Joakium Kristensson Trommer